# 파그

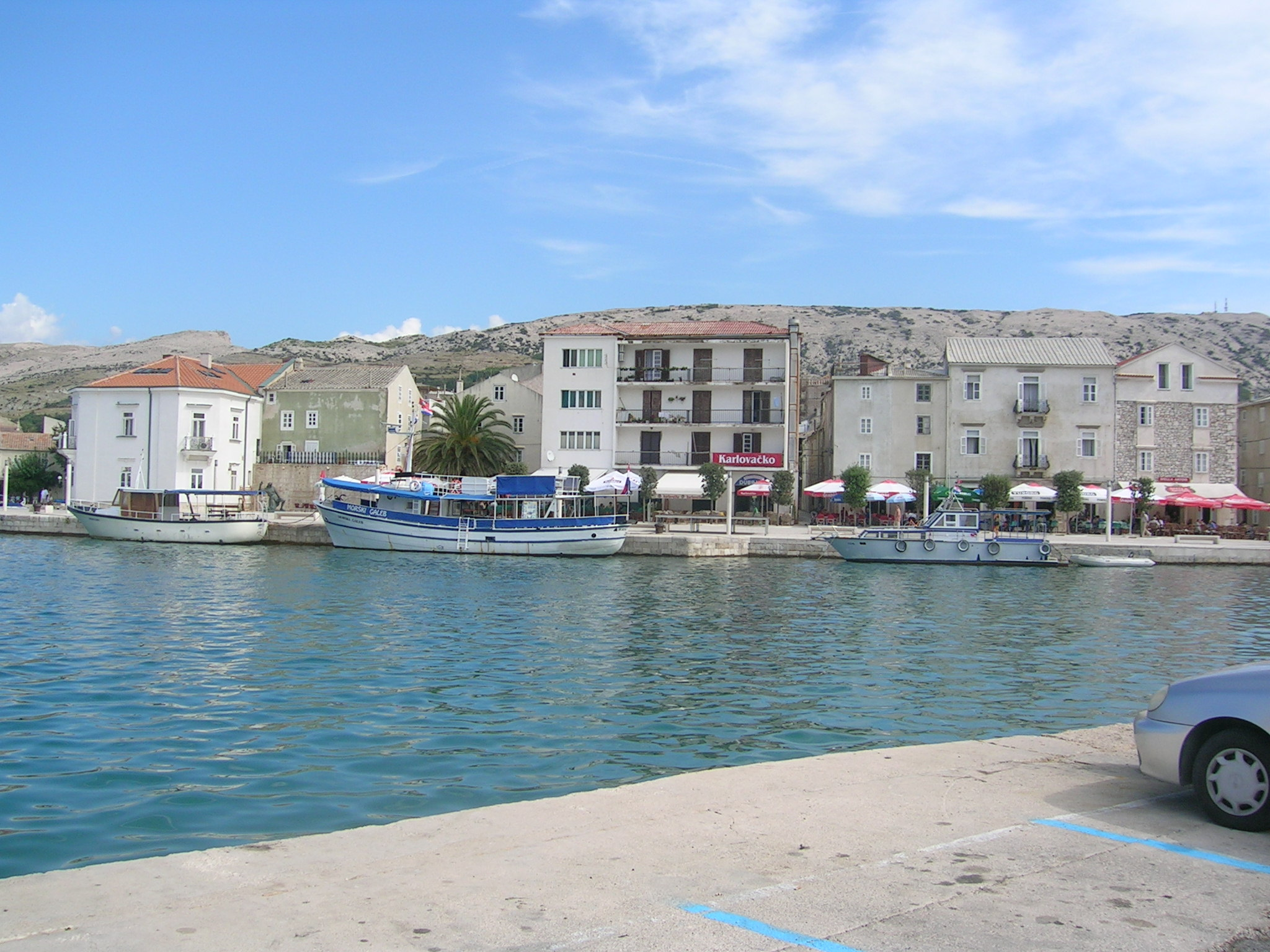
파그항

크르크(크로아티아어: Pag, 이탈리아어: Pago, 독일어: Baag)는 크로아티아 자다르주에 위치한 도시로 인구는 2,849명(2011년 기준)이다. 파그섬에 위치한다.